# 闫克庆
闫克庆（？—），男，中华人民共和国政治人物，曾任国有重点大型企业监事会主席，第十二届全国政协委员。